# Mahákášjapa
Mahákášjapa (sanskrt; v páli Mahákássapa, čínsky 摩訶迦葉, česky Kášjapa Veliký nebo Velký Kášjapa), někdy nazývaný jen Kášjapa, byl jeden z předních žáků Buddhy Šákjamuniho. V zenu je Mahákášjapa považován za 1.patriarchu, v čínských klášterech se jeho socha nachází po Buddhově pravici.

## Život

### Za života Buddhy
Mahákášjapa prý žil se svou chotí dvanáct let asketickým životem a v naprosté cudnosti. Jakmile se setkal s Buddhou, okamžitě se stal jeho žákem. Pomáhal mu v šíření nauky a byl znám především svou přísnou askezí. I když mu Buddha Šákjamuni mnohdy nabízel, aby někdy od své askeze upustil a přijal pozvání do domu některého stoupence z laické obce, Mahákášjapa vždy odmítl. Jakmile Buddha umřel, jeho tělo položené na hranici se nepodařilo zapálit. Jakmile dorazil i Kášjapa, hranice vzplála.

### První buddhistický koncil
Po Buddhově smrti se Mahákášjapa ujal vedení sanghy. Byl zastáncem přísného dodržování vinajanových zásad. Necelý rok po Buddhově smrti svolal první buddhistický koncil, jelikož nebyl spokojen s dodržováním řádových pravidel, zejména co se týše mnichů ve Vaišálí.
Na koncilu došlo k roztržce mezi ním a Ánandou. Mahákášjapa vyčítal Ánandovi, že doposud nedosáhl stavu arhata, i když se koncilu účastnili prakticky samí arhati. Dále mu vyčítal, že se zasloužil o založení řádu mnišek, když o něj prosil kvůli své matce samotného Buddhu. Ánanda dále nechtěl po Buddhovi Šákjamunim přesné instrukce ohledně vinajapitaky. Mělo to za následek pozdější nedodržování řádových pravidel a štěpení hnutí. Poslední věcí se Ánanda provinil v Kášjapových očích tím, že nepožádal Buddhu o to, aby si prodloužil život. Na koncilu se Mahákášjapa dotazoval Ánandy na Buddhovy promluvy, z čehož vznikl první oddíl Tipitaky (sa. Tripitaka) Suttapitaka (sa. Sútrapitaka). Systematicky kladl otázky také mnichu Upálimu. Z jeho odpovědí vznikla druhá část Tripitaky, Vinajapitaka.

### Čekání na Maitréju
Podle tradice byl Mahákášjapa pohřben ve stavu hlubokého samádhi do hory, kde očekává příchod buddhy příštího věku, Maitréji. Má tam Šákjamuniho roucho, které mu předá.